# We (альбом Winner)
We (с англ. — «Мы») — второй (третий в целом) мини-альбом южнокорейского бой-бенда Winner, был выпущен 15 мая 2019 года лейблом YG Entertainment. Это их первый релиз с момента выхода Exit : E в феврале 2016 года. Ведущий сингл «Ah Yeah (아예)».

## Промоушен
YG Entertainment начал продвигать альбом 1 мая с таинственным плакатом, указывающим на возвращение. 3 мая была обнародована дата возвращения, а затем название альбома 7 мая и ведущий сингл 9 мая. An hour prior of release, a live countdown special was broadcast on Naver Vlive. За час до релиза на Naver Vlive транслировался специальный репортаж в прямом эфире.[6] 18 мая группа сделала выступила на музыкальном шоу  Show! Music Core затем на Inkigayo на следующий день.

## Коммерческий успех
После релиза ведущий сингл «Ah Yeah (아예)» занял первое место во всех южнокорейских чартах, включая Melon, Genie и Mnet. Альбом дебютировал на первом месте в чарте альбомов Gaon, продав 119 000 копий в течение первых двух недель выпуска. На китайских музыкальных платформах, включая QQ Music и Kugou, альбом продал более 120 000 копий в течение первой недели выпуска. Ведущий сингл получил свою первую победу в музыкальном шоу на M Countdown 23 мая 2019 года.

## Трек-лист
| №  | Название                                   | Текст песни     | Музыка                          | Arrangement       | Длительность |
| -- | ------------------------------------------ | --------------- | ------------------------------- | ----------------- | ------------ |
| 1. | «Ah Yeah» (아예; aye)                      | Yoon Mino Hoony | Yoon Kang Uk Jin Diggy Joe Rhee | Kang Uk Jin Diggy | 2:57         |
| 2. | «Zoo» (동물의왕국; dongmul-uiwang-gug)     | Mino Hoony      | Mino Kang Uk Jin Diggy          | Kang Uk Jin Diggy | 3:33         |
| 3. | «Mola» (몰라도너무몰라; molladoneomumolla) | Yoon Mino Hoony | Yoon Kang Uk Jin Diggy          | Kang Uk Jin Diggy | 3:54         |
| 4. | «Boom»                                     | Yoon Mino Hoony | Yoon Airplay                    | Airplay           | 3:25         |

| №  | Название                                   | Текст песни               | Музыка            | Arrangement   | Длительность |
| -- | ------------------------------------------ | ------------------------- | ----------------- | ------------- | ------------ |
| 5. | «Everyday» (remix)                         | Yoon Mino Hoony           | Yoon Airplay Mino | Future Bounce | 3:21         |
| 6. | «First Love» (2019) (첫사랑; cheos-salang) | Jeon Hae Seong Mino Hoony | Jeon Hae Seong    | Airplay Yoon  | 3:35         |

## Чарты
| Чарты (2019)                 | Пиковые позиции |
| ---------------------------- | --------------- |
| French Albums (SNEP)         | 109             |
| South Korean Albums (Gaon)   | 1               |
| США (Billboard World Albums) | 6               |